# Huancabamba
Huancabamba es una ciudad peruana, capital del distrito y de la provincia homónimos, ubicada en el departamento de Piura. Está situada en la vertiente oriental de la cordillera de los Andes en la margen derecha del río Huancabamba, afluente del río Chamaya. Según el censo del INEI del 2017, la ciudad tenía una población de aproximadamente 10 mil habitantes.

## Patrimonio

### Arquitectónico
- Plaza Mayor

La plaza de Armas es bastante pintoresca, sus jardines se encuentran embellecidos por plantas ornamentales. En el centro se ha construido una pileta con una escultura de la Samaritana, escultura que significa la hospitalidad de la gente huancabambina. 
- Iglesia de San Pedro

Es el templo principal de la ciudad, de corte colonial. Tiene una torre de gran altura que permite observar la inmensidad del valle. En la cúspide tiene un reloj tradicional, que aún pese a los años funciona con exactitud. Este reloj de cuerda se adquirió en la casa Leidenhers en Bayona (Francia) el año 1844. El templo en su interior guarda las imágenes de la Santísima Virgen del Carmen, y el patrono de la ciudad, San Pedro. Se han sepultado en el templo, los cuerpos de dos sacerdotes italianos que trabajaron por la evangelización, Juan Bautista Lipuma y Gabriel Sala. 

### Arqueológico
- Museo Municipal

Este museo lleva el nombre del reconocido historiador italiano Mario Polia Meconi, exhibe restos arqueológicos líticos, metalúrgicos, cerámica y textilería de la cultura Huancapampa. asimismo muestra las urnas funerarias y momias de esta cultura. 

## Cultura
- Festividad de la Virgen del Carmen

Como sucede en Perú, la mezcla de costumbres y tradiciones, de mitos y leyendas, ha conllevado a festividades religiosas de gran concurrencia, como la festividad de la Virgen del Carmen que se desarrolla cada 16 de julio. En esta fecha la sagrada imagen de la Virgen es llevada en andas por los feligreses y recorre la ciudad acompañada de gran multitud de personas. La danza de los Diablicos, que se mantiene incólume acompaña a la procesión durante los cuatro días que demora en su recorrido por los diversos barrios de la ciudad. 
Los diablicos es una danza formada por unos quince miembros, ataviados de coloridas vestimentas llenas de ornamentos multicolores, una máscara, látigo y pañuelo en ambas manos, que al danzar azuzan a los fieles con ágiles movimientos.
El capataz es el que lucha constantemente tratando de vencer al ángel que cuchillo en mano trata de ganar la contienda. Esta danza trata de representar el bien y el mal, mezclando el fervor religioso con el folclore. Durante esta festividad se dinamiza el comercio, siendo común la presencia de empresarios de otros lugares.
- Otras festividades

Si bien es cierto que una de las festividades de mayor raigambre en Huancabamba es la festividad de la Virgen del Carmen, otros acontecimientos concitan también gran atención, como por ejemplo: La creación de la provincia el 14 de enero; la festividad del Corpus Christi común en varios distritos, la misma que está matizada de costumbres y tradiciones y que se celebran según el calendario religioso; la Semana Santa, es asimismo, motivo de celebración; la fiesta de las cruces que se celebra el 3 de mayo; la fiesta de San Pedro en conmemoración del Santo Patrono de la ciudad y que se celebra el 29 de junio.

## Huancabambinos destacados
- Luis Mesones, diplomático peruano.
- Felipe Portocarrero Carnero, presidente de la Corte Suprema del Perú.
- José Eulogio Garrido, poeta integrante del Grupo Norte.
- Daniel Urresti, político.

## Clima
Huancabamba, ubicado en la región de Piura en el norte de Perú, experimenta un clima semiárido de alta montaña debido a su altitud y ubicación geográfica. Las temperaturas varían significativamente entre el día y la noche debido a la altura, con días cálidos y noches frescas. Durante la temporada de lluvias, de diciembre a abril, se pueden esperar precipitaciones moderadas a intensas, aunque la región es generalmente seca durante el resto del año. Los meses más cálidos son de noviembre a marzo, con temperaturas máximas promedio de alrededor de 24-26 °C, mientras que los meses más fríos son de junio a agosto, con mínimas promedio de 6-8 °C. La altitud también influye en la radiación solar, con niveles más altos de radiación ultravioleta debido a la menor filtración atmosférica. Además, la ciudad está rodeada de paisajes montañosos y valles fértiles, lo que contribuye a la diversidad climática dentro de la región. Los habitantes locales dependen principalmente de la agricultura, adaptándose a las variaciones climáticas para cultivar una variedad de productos como maíz, papa y frutas.
| Parámetros climáticos promedio de Huancabamba | Parámetros climáticos promedio de Huancabamba | Parámetros climáticos promedio de Huancabamba | Parámetros climáticos promedio de Huancabamba | Parámetros climáticos promedio de Huancabamba | Parámetros climáticos promedio de Huancabamba | Parámetros climáticos promedio de Huancabamba | Parámetros climáticos promedio de Huancabamba | Parámetros climáticos promedio de Huancabamba | Parámetros climáticos promedio de Huancabamba | Parámetros climáticos promedio de Huancabamba | Parámetros climáticos promedio de Huancabamba | Parámetros climáticos promedio de Huancabamba | Parámetros climáticos promedio de Huancabamba |
| Mes                                           | Ene.                                          | Feb.                                          | Mar.                                          | Abr.                                          | May.                                          | Jun.                                          | Jul.                                          | Ago.                                          | Sep.                                          | Oct.                                          | Nov.                                          | Dic.                                          | Anual                                         |
| --------------------------------------------- | --------------------------------------------- | --------------------------------------------- | --------------------------------------------- | --------------------------------------------- | --------------------------------------------- | --------------------------------------------- | --------------------------------------------- | --------------------------------------------- | --------------------------------------------- | --------------------------------------------- | --------------------------------------------- | --------------------------------------------- | --------------------------------------------- |
| Temp. máx. media (°C)                         | 25.2                                          | 24.8                                          | 24.8                                          | 24.7                                          | 25.3                                          | 26.5                                          | 24.1                                          | 24.8                                          | 25                                            | 25.4                                          | 25.7                                          | 25.7                                          | 25.2                                          |
| Temp. media (°C)                              | 19.3                                          | 19.1                                          | 18.9                                          | 19                                            | 18.5                                          | 19.6                                          | 18.3                                          | 18.5                                          | 18.8                                          | 19                                            | 19.1                                          | 19                                            | 18.9                                          |
| Temp. mín. media (°C)                         | 13.4                                          | 13.5                                          | 13.1                                          | 13.3                                          | 11.8                                          | 12.7                                          | 12.6                                          | 12.3                                          | 12.6                                          | 12.7                                          | 12.6                                          | 12.4                                          | 12.8                                          |
| Fuente: climate-data.org                      |                                               |                                               |                                               |                                               |                                               |                                               |                                               |                                               |                                               |                                               |                                               |                                               |                                               |